# Lloyd Gough
Lloyd Gough, född 21 september 1907 i New York, död 23 juli 1984 i Los Angeles, Kalifornien, var en amerikansk teater-, film- och tv-skådespelare.
Gough föddes i New York, spelade ofta karaktärsroller och specialiserade sig på biroller. Hans filmer inkluderar The Babe Ruth Story (1947), Roseanne McCoy (1949), Sunset Boulevard (1950), Under Ku Klux Klan (1951), Tony Rome (1967) och Jordbävningen (1974).
Gough gifte sig med skådespelerskan Karen Morley 1942. Båda hördes av House Committee on Un-American Activities och när de hörsammade det femte tillägget i USA:s konstitution blev de svartlistade i Hollywood, något som lade deras karriärer på is fram till slutet av 1960-talet. 
Gough var gift med Morley fram till sin död, vilken orsakades av en aortaaneurysm.